# Société civile catalane
Société civile catalane (acronyme SCC; en catalan et officiellement: Societat Civil Catalana) est une association civique et culturelle dont la zone d'influence est la Catalogne.

## Création et organisation
L'organisation fût créée le 7 avril 2014 et reste indépendante et non-liée à aucun parti politique. Les adhérents et sympathisants de Société civile catalane le sont à titre individuel.

## Agenda politique
Société civile catalane se déclare en défense de la cohésion et le vivre-ensemble entre les citoyens de la Catalogne et entre ceux-ci avec le reste de citoyens de l'Espagne et la promotion et la diffusion de la culture catalane comme une partie intégrante de la culture espagnole.
L'organisation rédigea le 23 avril 2014 un manifeste décrivant son opposition à la tentative de sécession de la Catalogne de l'Espagne.

## Historique d'activités et initiatives significatives

### 2014
- Le 11 de septembre de 2014 eut lieu à Tarragone la manifestation "Récupérons le bon sens, récupérons le drapeau de la Catalogne" (en catalan: "Recuperem el seny, recuperem la senyera"), convoquée par Société civile catalane[5].

### 2015
- Le 5 novembre 2015 eut lieu à Barcelone une manifestation, convoquée par Société civile catalane, afin de réclamer le "respect à l'État de droit et à la démocratie"[6].

### 2017
- Le 19 mars 2017 eut lieu à Barcelone la manifestation « Arrêtons le coup séparatiste » (en catalan: "Aturem el cop separatista"), convoquée par Société civile catalane[7].
- Le 8 octobre 2017 eut lieu à Barcelone la manifestation « Assez! Récupérons le bon sens » (en catalan: "Prou! Recuperem el Seny"), convoquée par Société civile catalane[8].
- Le 29 octobre 2017 eut lieu à Barcelone la manifestation « On est tous la Catalogne » (en catalan « Tots som Catalunya »), convoquée par Société civile catalane. La manifestation faisait suite à la Déclaration Unilatérale d'Indépendance (DUI) qui s'est produite le 27 octobre 2017 au Parlement de Catalogne. L'objectif principal de la manifestation était de réclamer la convivence et le maintien de l'unité de l'Espagne[9].
- Le 5 décembre 2017 dénonce à Bruxelles le prétendu endoctrinement dans les écoles de Catalogne dans le nationalisme catalan[10]. Contrairement aux thèses défendues par le SCC et d'autres associations espagnoles, les études scientifiques menées dans le domaine de la démoscopie dans les écoles montrent que l'identité nationale est influencée par les parents et les voisins, et non par le système éducatif[11].

### 2018
- SCC s'est rendue à Bruxelles pour protester contre une supposée discrimination linguistique en Catalogne[12]. Ana Losada s'est plainte des "effets" de l'immersion linguistique en Catalogne[12]. Société civile catalane considère que l’immersion linguistique entrave l’apprentissage des apprenants hispanophones[13]. Cependant, certaines études soutiennent que les notes des étudiants en Catalogne dans le domaine de l'espagnol reflètent une performance égale ou supérieure à celle des étudiants du reste de l'Espagne[14].

- Le 7 juin 2018 était prévue une conférence culturelle en hommage à Cervantès à l'Université de Barcelone, organisée par Société civile catalane. La conférence était à charge de Jean Canavaggio, professeur de littérature espagnole spécialiste de référence de l'œuvre de Cervantès. Vers le milieu de la conférence, un groupe de séparatistes catalans a fait irruption dans l'acte, lequel a finalement pu avoir lieu le 3 février 2023 à l'Université de Barcelone[15].

## Prix
Société civile catalane s'est vu reconnue par les suivants prix:
- Prix du citoyen européen — CIVI EUROPAEO PRAEMIUM (2014), octroyé par le Parlement Européen[16].

- Prix du vivre-ensemble — XXVI PREMIO DE CONVIVENCIA (2018), octroyé par la Fondation professeur Manuel Broseta (Fundación Profesor Manuel Broseta) et remis par Ximo Puig, alors président de la Communauté valencienne[17]. Cette cérémonie de remise de prix a été critiquée par Compromís et Podemos[18],[19].
- Prix au compromís avec l'Espagne —  Premio Alfonso Ussía (2019), octroyé par le journal La Razón[20].

## Controverses et critiques

### À propos de la fondation de SCC en 2014
Société civile catalane a été fondée en collaboration avec des membres d'extrême droite appartenant à l'organisation Somatemps et à 51 autres associations,,. Parmi eux, se distinguent Josep Alsina, Javier Barraycoa et Josep Ramon Bosch. La société civile catalane a nié son implication dans l'association bien qu'il existe des photographies publiées sur le blog de Somatemps lors des réunions de planification. Le premier président de la SCC était Josep Ramon Bosch. Au même moment, Bosch était également président de Somatemps. Bosch a quitté SCC après un scandale lié à des insultes visant des indépendantistes. Il a également quitté Somatemps. La participation de Josep Alsina a été brève.
Société Civile Catalane nie ces affirmations et a poursuivi 5 associations (Comissió de la Dignitat, Amical de Mauthausen, SOS Racisme de Catalunya, Fundació Privada Congrés de Cultura Catalana, Fundació Catalunya et Marcus Pucnik) qui avaient publié le 30 octobre 2015 un manifeste exprimant leur "préoccupation concernant les preuves et les enquêtes liant SSC à des organisations d'extrême droite". Le Tribunal de première instance 41 de Barcelone a statué le 10 janvier 2019 qu'il n'y avait aucune preuve que le SCC, en tant qu'organisation, cautionne le franquisme ou le nazisme. Elle a condamné les associations Commission de la Dignité, Amical de Mauthausen, SOS Racisme de Catalogne, Fondation Privée Congrès de Culture Catalane, Fondation Catalunya et Marcus Pucnik à indemniser SCC à hauteur de 15 000 euros, sans compter que l'organisation s'excuse auprès des mouvements fascistes dans ses actes et, dans le cas où la sentence serait définitive, à publier le titre et le verdict de la sentence dans La Vanguardia. Les condamnés étaient signataires du manifeste « La société civile de Catalogne, pour la dignité », objet de la sentence. Le juge n'a pas évalué les relations des différents membres du SCC avec des organisations d'extrême droite telles que Somatempes, MSR ou la Fondation nationale Francisco Franco, considérant que ce que font ses membres n'affecte pas les actes officiels de l'entité. Il a également exclu le livre d'investigation journalistique «Desmontant Societat Civil Catalana» pour avoir été publié après les événements rapportés, c'est-à-dire après la publication du manifeste que le juge comprend comme disant que la SCC prône le fascisme. En aucun cas le juge n’a douté de la véracité de la documentation fournie.

### À propos du “Prix du citoyen européen” en 2014
(Le texte ci-dessous contient visiblement des erreurs, car le prix a été octroyé en 2014 et il parle d'une lettre de 2015...)
Lors de la cérémonie d'octroi des prix 2014, octroyé à SCC entre autres, la Vice-Présidente socialiste du Parlement européen Sylvie Guillaume a souligné que ce prix était octroyé en reconnaissance notamment à la lutte contre le fascisme et en faveur de la liberté d'expression, la tolérance et le dialogue interculturel.
En 2015, ERC, CiU et ICV ont envoyé une lettre à Sylvie Gillaume, alors vice-présidente du Parlement européen, estimant que donner le Prix du citoyen européen à la Societat Civil Catalana n'était pas légitime. Josep Ramon Bosch était alors président de SCC. Ils ont critiqué le prix en soulignant que la Societat Civil Catalana avait des liens avec l'extrême droite catalane et faisait la promotion d'idées xénophobes et extrémistes. Mais la lettre n'a pas été écoutée et le SCC a décroché le prix en février 2015. Cet événement a déclenché une autre lettre de CiU, ERC, UDC et ICV. Gillaume a rejeté cette seconde lettre alléguant que la sentence avait été prononcée devant deux tribunaux: un espagnol et un communautaire, auxquels ont participé des députés du PP, du PSOE et de l’UPyD. Les députés européens du PSOE et du PP ont décidé de s’opposer aux accusations. Le Parlement catalan a accepté une proposition de l'ICV visant à porter plainte auprès du Parlement européen. PP, PSC et Citoyens ont voté contre la proposition. Les voix en faveur sont venues de ICV-EUiA, ERC, CUP et CiU,,.

### À propos du manifeste “La société civile de Catalogne pour la dignité” en 2015
Le 30 octobre 2015, un nombre de politiciens et entités ont émis un manifeste intitulé "La société civile de Catalogne pour la dignité". Le manifeste dénonçait SCC d'avoir des liens avec des groupes d'extrême droite et l'accusait d'avoir fait apologie du franquisme et du nazisme. Face à ces très graves accusations, SCC a porté plainte contre les signataires du manifeste. Le 05 janvier 2019 le Juge de Première Instance numéro 41 de Barcelone a jugé coupables de diffamation les signataires du manifeste. Les signataires du manifeste sont condamnés à rétracter publiquement leurs propos et à payer la somme de 15,000 EUR à SCC.

### À propos d'incidents dans des manifestations
SCC a organisé entre autres, une manifestation le 8 Octobre 2017, qui a rassemblé 950.000 personnes. Des médias ont rapporté des violences en fin de cortège,. Société civile catalane se dissocie de ces incidents et organisations.